# L'hivern del dibuixant
L'hivern del dibuixant (títol original en castellà: El invierno del dibujante) és una novel·la gràfica de Paco Roca que va ser publicada per primera vegada el 2010 per Astiberri Ediciones. L'obra, que ha guanyat molts premis importants, tracta sobre els dibuixants que van sortir de l'Editorial Bruguera per a fundar una revista que els fes més lliures durant la dictadura de Franco.

## Trajectòria editorial
A diferència de les obres anteriors de Paco Roca, El invierno del dibujante fou llançada directament dirigit al mercat del còmic espanyol i per això l'autor es va amarar de material de l'època i bibliogràfic, sobretot amb els assajos d'Antoni Guiral, fent un especial èmfasi en la Barcelona de l'època del franquisme.
La primera edició va ser publicada el 24 de novembre de 2010 per Astiberri Editorial.

## Argument
El invierno del dibujante narra la història de l'abandonament de l'editorial Bruguera per part de cinc dels seus dibuixants estrella (Guillermo Cifré, Carlos Conti, Josep Escobar, Eugenio Giner i José Peñarroya per a fundar la revista Tío Vivo i el seu retorn a ella quan aquesta va fracassar. La història abasta un període de dos anys i mig. S'hi desenvolupa el naixement de la idea, la seva consecució i, finalment, el seu fracàs i tornada als inicis dels dibuixants protagonistes.
La novel·la gràfica comença pel final i fuig de l'ordre cronològic, explicant la història d'una manera desordenada.
Els temes de l'obra són la història dels còmics Bruguera, la presó i la censura durant la dictadura de Franco i la lluita per un ideal dels artistes espanyols durant aquesta època.
Abans d'aquesta obra, Los profesionales de Carlos Giménez ja havia tractat sobre la història dels autors de còmic espanyols però en un període posterior.

## Producció
Segons l'historiador i divulgador de còmics Antoni Guiral, Paco Roca de petit havia llegit els autors de Bruguera i se n'havia vist influenciat. El invierno del dibujante va néixer perquè Paco Roca «...va llegir els llibres que jo [Antoni Guiral] vaig escriure sobre Bruguera i li va cridar l'atenció aquest episodi del Tio Vivo.»

## Crítiques
El tío berni, a Entrecomics, afirma que El invierno del dibujante és la millor obra de Paco Roca fins aquell moment. Diu que això es deu al fet que l'obra és fruit d'un llarg treball de recerca i d'un esforç excepcional amb el que ha aconseguit convertir un còmic d'autor en un producte comercial amb elegància i honestedat.

## Premis
- 2011 - Premi a la Millor Obra d'autor espanyol al 29è Saló del Còmic de Barcelona.[10]
- 2011 - Premi al Millor Guió al 29è Saló del Còmic de Barcelona.[10]
- 2011 - Premi al millor autor estranger al VIII Treviso Comic Book Festival.[2]
- 2011 - Premi al millor guió nacional i a la millor obra nacional al XIV Expocómic de Madrid.[2]